# Madrepora porcellana
Madrepora porcellana är en korallart som först beskrevs av Henry Nottidge Moseley 1881.  Madrepora porcellana ingår i släktet Madrepora och familjen Oculinidae. Inga underarter finns listade i Catalogue of Life.